# Suore di Nostra Signora del Santo Rosario (Pont-de-Beauvoisin)
Le Suore di Nostra Signora del Santo Rosario (in francese Sœurs de Notre-Dame du Très Saint Rosaire; sigla S.R.) sono un istituto religioso femminile di diritto pontificio.

## Storia
La congregazione fu fondata a Pont-de-Beauvoisin da Elisabeth Giraud che, colpita dall'ignoranza religiosa della gioventù, riunì una piccola comunità e l'8 dicembre 1832, insieme con quattro compagne, emise i voti dando principio all'istituto.
Le prime regole delle suore furono redatte dal sacerdote Jean-François Cathiard, parroco di Pont-de-Beauvoisin, e furono approvate il 1º febbraio 1844 da Philibert de Bruillard, vescovo di Grenoble.
I certosini finanziarono la costruzione della casa-madre e della cappella del giovane istituto, che si diffuse rapidamente in Delfinato e Savoia aprendo numerose scuole. Dopo l'approvazione delle leggi anticongregazioniste in Francia, le loro scuole furono chiuse e le religiose si orientarono verso l'assistenza agli ammalati a domicilio.
L'istituto ricevette il pontificio decreto di lode il 23 giugno 1897.

## Attività e diffusione
Le suore si dedicano all'insegnamento, all'attività infermieristica, alle opere sociali, alla catechesi.
Oltre che in Francia, sono presenti in Gabon e a Monaco; la sede generalizia è a Pont-de-Beauvoisin.
Alla fine del 2015 l'istituto contava 58 religiose in 13 case.